# غيردية مفلولة الأسنان
غيردية مفلولة الأسنان (الاسم العلمي:Gaillardia amblyodon) هو نوع من النباتات يتبع جنس الغيردية من الفصيلة النجمية.